# Ferdinand Lion
Pour les articles homonymes, voir Lion (homonymie).
Ferdinand Lion (né le 11 juin 1883 à Mulhouse et mort le 21 janvier 1968 à Kilchberg en Suisse) est un journaliste et écrivain suisse.

## Biographie
Lion étudie l'histoire et la philosophie à Strasbourg, Munich et Heidelberg. Il rencontre André Gide lors d'un séjour à Paris et travaille comme journaliste pendant la Première Guerre mondiale, notamment pour le Neuen Merkur. Ami de Thomas Mann à partir de 1917 et plus tard également d'Alfred Döblin, après la fin de la guerre, il devient directeur littéraire chez Ullstein Verlag à Berlin, travaille pour la Neue Rundschau et écrit des livrets d'opéra pour, entre autres, Eugen d'Albert et Paul Hindemith.
En 1933, il émigre en Suisse, devient rédacteur en chef du magazine Mass und Wert en 1937-1938, vit en France pendant la Seconde Guerre mondiale et revient à Zurich en 1946. En plus des œuvres de fiction, Lion écrit des traités littéraires, historiques et philosophiques.

## Œuvre
Livrets
- Revolutionshochzeit. Opéra. Musique : Eugen d’Albert. Première en 1919
- Der Golem. Opéra. Musique : Eugen d’Albert. Première en 1926
- Cardillac. Opéra. Musique (1925-1926) : Paul Hindemith. Première en 1926

Essais
- Geschichte biologisch gesehen. Max Niehans, Zürich 1935
- Romantik als deutsches Schicksal. Rowohlt,  Stuttgart/Hamburg 1947
- Lebensquellen französischer Metaphysik. (Aus dem Französischen von Ruth Gillischewski, Ausstattung Hans Hermann Hagedorn). Claassen & Goverts, Zürich 1949
- Geist und Politik in Europa. Verstreute Schriften aus den Jahren 1915–1961.